# Remmel Apartamentos
Remmel Apartments e Remmel Flats são quatro edifícios residenciais em unidades arquitetonicamente distintas em Little Rock, Arkansas. Localizados na 1700-1710 South Spring Street (números pares) e 409-411 West 17th Street, todos foram projetados pelo notável arquiteto do Arkansas Charles L. Thompson com nome de HL Remmel como propriedades de aluguel. Os três Remmel Apartments foram construídos em 1917 no estilo Craftsman, enquanto o Remmel Flats é uma estrutura de Revival Colonial construída em 1906. Todos os quatro edifícios são listados individualmente no Registro Nacional de Lugares Históricos e estão contribuindo com elementos do Distrito Histórico da Mansão do Governador .
- Registro Nacional de Lugares Históricos listagens em Little Rock, Arkansas.
- Remmel Dam, Jones Mill, AR, também listado como NRHP.